# Christopher Brown (rugby à XV)
Pour les articles homonymes, voir Christopher Brown et Brown.
Pas d'image ? Cliquez ici

a Compétitions nationales et continentales officielles uniquement.

b Matchs officiels uniquement.
Dernière mise à jour le 11 janvier 2012.
Christopher Brown, né le 3 juin 1984, est un joueur belge de rugby à XV évoluant au poste de demi d'ouverture. Il est international belge[réf. nécessaire].